# Robotron K6304
Robotron K6304 je termotiskárna vyráběná firmou Robotron v bývalé NDR. Do Československa ji dovážely Kancelářské stroje. Tiskárna tiskne na speciální termocitlivý papír. Tiskárnu je možné připojit pomocí V.24 (v podstatě jiné označení pro RS-232).
Tiskárna existuje ve verzích 00/004 a 00/005. Tiskárna ve verzi 00/004 je vybavena nosičem pro speciální termopásku, která umožňuje tisk na běžný papír, obsahuje ale jenom znakovou sadu US ASCII a německou znakovou sadu. Tiskárna ve verzi 00/005 není vybavena nosičem pro termopásku, obsahuje znakovou sadu US ASCII a sady pro francouzštinu, němčinu, polštinu, maďarštinu, češtinu, srbochorvatštinu a rumunštinu.
Tiskárna může být přepnuta do režimu, kdy veškeré přijaté znaky tiskne jako jejich kód v šestnáctkové soustavě.
Tiskárna byla oblíbená u českých a slovenských uživatelů počítače Sinclair ZX Spectrum stejně jako další tiskárny Robotron, Robotron K6313 a K6314. Protože ovladače k této tiskárně nejsou obsaženy v ROM ZX Spectra, je nutné před použitím tiskárny nutné nahrát do paměti obslužný program, u kterého se ale mohlo stát, že ho program, ze kterého bude chtít uživatel tisknout, přepíše. Proto např. textový procesor Desktop obsahoval svůj ovladač pro různé tiskárny, mj. i pro tiskárnu Robotron K6304. Pro tisk na této tiskárně byla upravena i jedna z verzí grafického editoru Art Studio. Ovladače pro tiskárnu Robotron obsahuje i disketový řadič ZX Diskface Quick.. 
Tiskárna byla doporučována také uživatelům počítačů Atari XL/XE, ovšem v tomto případě bylo nutné buď tiskárnu upravit nebo zřídit konektor v magnetofonu.

## Technické informace
- rychlost tisku: 45 znaků za sekundu,
- počet znaků na řádek: 80,
- počet bodů na výšku písmena: 9 bodů + 1 bod podtržení,
- rastr tisku: 10 x 6 bodů,
- rozteč bodů: 0,36 x 0,36 mm
- šířka papíru: 216 mm